# Manuel Antonio
Manuel Antonio Pérez Sánchez (Rianxo, la Corunya, 1900-1930), més conegut com a Manoel Antonio o Manuel Antonio, fou un poeta avantguardista gallec que va escriure en llengua gallega.
Va estudiar a l'Escola de Nàutica de Vigo i als 25 anys començà la seva vida professional com a mariner mercant. Malalt de tuberculosi, va haver de desembarcar l'any 1929 i morí a la seva vila natal quan encara no fet els 30 anys.
És el representant més important de l'avantguarda històrica d'entreguerres a Galícia. Juntament amb el pintor Álvaro Cebreiro va ser el signant de l'únic manifest avantguardista gallec denominat ¡Máis alá! (1922).
La seva obra més destacada és De catro a catro (1928), conjunt de 19 poemes que sembla que van ser escrits al llarg d'una travessia pel Mediterrani i l'Atlàntic feta entre els anys 1926 i 1927 a bord d'un pailebot o petita goleta on treballava com a pilot de navili en pràctiques. A més d'aquest llibre fonamental en la lírica gallega del segle xx i en la poesia europea, Manuel Antonio va escriure uns altres poemaris que no foren coneguts fins després de la mort del poeta: Con anacos do meu interior (escrit entre 1920 i 1922), Foulas (1922-1925), Sempre e mais despois (1923-1925) i Viladomar (1928). El 1972, va aparèixer Poesías, edició que va realitzar Domingo García Sabell.
El poeta, sota tota una aparença de modernitat, filosofa amb l'home primitiu i ho fa fixant-se en les diferents manifestacions de la naturalesa expressada, sobretot, per un llenguatge celeste, nocturn i estelat. En De catro a catro hi ha moltes referències a tots els -ismes, però adquireix per moments una inusitada preponderància el creacionisme, i aquest mitjançant les lectures del poeta xilè Vicente Huidobro i de l'espanyol Gerardo Diego, però també cal tenir en compte altres presències com les dels poetes francesos Rimbaud, Supervielle i Apollinaire.

## Versions en català
Als 1950s van aparèixer versions en català d'alguns poemes de Manoel Antonio en antologies de poesia gallega de la mà de Tomàs Garcés, interlocutor de Vicente Risco en els intercanvis culturals d’abans de la guerra civil, i de Josep Maria Llompart el 1976, a partir de la ‘redescoberta’ de Manoel Antonio propiciada per l’edició i publicació del material existent original que va fer Domingo García-Sabell.
El 1979 Joan Barceló i Cullerés va publicar la primera versió completa en català de De catro a catro, que avui és gairebé introbable.
L’editorial Lleonard Muntaner va publicar el 2020 en versió catalana del poeta Joan Puigdefàbrega el llibre De quatre a quatre i altres textos, aplegant l’únic recull de poemes de Manoel Antonio publicat en vida De catro a catro (1928), més una dotzena de poemes editats pòstumament i una prosa titulada Prólogo de un libro de poemas que ninguén escribeu.